# Tetraphleps bicuspis
Tetraphleps bicuspis is een wants uit de familie van de bloemwantsen (Anthocoridae). De soort werd het eerst wetenschappelijk beschreven door Gottlieb August Wilhelm Herrich-Schäffer in 1835.

## Uiterlijk
De glanzend bruine bloemwants is langvleugelig en kan 3.5 tot 4 mm lang worden. De wants heeft voorvleugels die glanzend en bruin zijn en bedekt zijn met korte haartjes. Zowel de kop als het halsschild en het scutellum zijn zwart gekleurd. Het donkere doorzichtige, vliezige deel van de voorvleugels heeft kleurloze banden langs de aders. Van de donkerbruine antennes is het middels deel van het tweede segment lichter gekleurd. De bruine of roodbruine pootjes hebben tarsi die wat donkerder bruin zijn.

## Leefwijze
De wantsen leven in Nederland uitsluitend op lork (Larix) en jagen daar op bladluizen en takluizen (Cinara) en tripsen, voornamelijk Thrips pini. De soort kent één enkele generatie per jaar en komt de winter door als volwassen wants. De volwassen wantsen kunnen worden waargenomen van mei tot in september en oktober. De volgroeide wantsen van de nieuwe generaties verschijnen in augustus.

## Leefgebied
De soort is in Nederland sterk achteruit gegaan en is nu zeer zeldzaam. Afgelopen tijd wordt de wants alleen nog in Zuid-Limburg gevonden. Het verspreidingsgebied loopt van Europa en Azië tot het uiterste noorden van Rusland en Mongolië.